# Andrew Stevens
Andrew Stevens, född 10 juni 1955 i Memphis, Tennessee, är en amerikansk skådespelare, regissör och filmproducent.
Stevens är son till skådespelerskan Stella Stevens. Han inledde sin skådespelarkarriär under 1970-talet och nominerades för en Golden Globe för sin roll i The Boys in Company C (1978). Han medverkade även i filmer som Las Vegas Lady (1975, tillsammans med sin mor), Massacre at Central High (1976), Mardrömsjakten (1979), Jagad till vanvett (1981) och 10 to Midnight (1983) samt diverse TV-produktioner. 
Sedan 1990-talet har han verkat som filmproducent för bolagen Royal Oaks Entertainment, Franchise Pictures och Andrew Stevens Entertainment. Som VD för Franchise producerade han filmer som The Boondock Saints (1999), Oss torpeder emellan (2000) och 3000 Miles to Graceland (2001), innan bolaget gick i konkurs till följd av en bedrägeridom relaterad till filmen Battlefield Earth. Med bolagen Andrew Stevens Entertainment och Stevens Entertainment Group har han producerat bland annat producerat actionfilmerna 7 Seconds och The Marksman (båda 2005), med Wesley Snipes och Black Dawn (2005) med Steven Seagal. Stevens har även regisserat och skrivit ett antal filmer.